# شپرگاو
شپرگاو (به آلمانی: Spergau) یک منطقهٔ مسکونی در آلمان است که در لوینا واقع شده‌است. شپرگاو ۱٬۰۹۷ نفر جمعیت دارد.